# باجي مختار
باجي مختار (17 أبريل 1919 عنابة - 19 نوفمبر 1954). ثوري جزائري، ومن القادة ال22 التاريخيين المسؤولين عن ثورة التحرير الجزائرية ضد فرنسا، سقط في المعركة بعد حصاره من قبل قوات الإستعمار الفرنسي في غابة بني صالح في منطقة مجاز الصفاء بقالمة في 19 نوفمبر 1954.

## المولد والنشأة
ولد باجي مختار في مدينة عنابة في 17 أبريل 1919 من عائلة متعلمة، وكان أبوه موظفا في محكمة سوق أهراس. زاول باجي مختار تعليمه الابتدائي والمتوسط في نفس المدينة، لكنه اضطر إلى مغادرة مقاعد الدراسة نتيجة تعسف وعنصرية أساتذته الفرنسيين عام 1936.

## النشاط السياسي
بعد ذلك، التحق بالكشافة الإسلامية أين تعلم مبادئ النضال المنظم وترعرع على حب الوطن. في 1940 أنشأ باجي مختار برفقة مجموعة من الوطنيين، أولى خلايا الشباب التابعة لحزب الشعب الجزائري في مدينة سوق أهراس. تمكن باجي مختار من التنصل من أداء الخدمة العسكرية الإجبارية في الجيش الفرنسي بفضل تعمده إنقاص وزنه بشكل حادّ عن طريق الصوم؛ الشيء الذي دفع بالسلطات العسكرية الفرنسية إلى إعفائه من الخدمة عام 1944، واصل باجي مختار نشاطه السياسي ضمن صفوف حركة أحباب البيان والحرية، ثمّ انضمّ إلى حركة انتصار الحريات الديمقراطية بعد تأسيسها عام 1946. بعدها عينّ مسؤولا عن خلية المنظمة الخاصة بسوق أهراس في 1947 حتى إلقاء القبض عليه في 1 أبريل 1950، في إطار حملة أجهزة القمع الاستعماري ضدّ عناصر المنظمة بعد اكتشافها. تعرض باجي مختار خلال استنطاقه لشتى وسائل التعذيب وحكمت عليه محكمة قالمة بـ3 سنوات سجن في معتقل الشلف ثم البليدة، أين التقى بزعماء المنظمة الخاصة .المعتقلين معه: أحمد بن بلة وأحمد محساس.

## نشاطه أثناء الثورة
ساهم باجي مختار في نشأة اللجنة الثورية للوحدة والعمل في مارس 1954 كما شارك في اجتماع الـ22 في الجزائر في جوان 1954. خلال مرحلة التحضير للثورة، أشرف باجي مختار كقائد لقطاع سوق أهراس على تدريب المناضلين وتوفير المخابئ والمؤنة والسلاح والذخيرة. قاد باجي مختار العماليات المسلحة الأولى ضدّ المصالح الاستعمارية في ليلة 1 نوفمبر 1954 وبعدها، خصوصا الهجوم على منجم الناظور وكذا على قطار .

## وفاته
قتل باجي مختار في اشتباكات طويلة بعد أن حاصرته قوات الاحتلال الفرنسي في غابة بني صالح، منطقة مجاز الصفاء بقالمة في 19 نوفمبر 1954.